# Fehéroroszország a 2011-es úszó-világbajnokságon
Fehéroroszország a 2011-es úszó-világbajnokságon 12 versenyzővel vett részt.

## Érmesek
|     | Nemzet           | Arany | Ezüst | Bronz | Összesen |
| 15. | Fehéroroszország | 1     | 0     | 0     | 1        |

| Érem      | Név                       | Sport | Esemény                    | Dátum      |
| --------- | ------------------------- | ----- | -------------------------- | ---------- |
| Aranyérem | Aljakszandra Heraszimenya | Úszás | Női 100 méteres gyorsúszás | július 29. |

## Műugrás
Férfi
| Versenyző                        | Esemény                        | Selejtező | Selejtező | Elődöntő          | Elődöntő          | Döntő             | Döntő             |
| Versenyző                        | Esemény                        | Pont      | Helyezés  | Pont              | Helyezés          | Pont              | Helyezés          |
| -------------------------------- | ------------------------------ | --------- | --------- | ----------------- | ----------------- | ----------------- | ----------------- |
| Cimafej Hordeicsik               | Férfi 10 méteres toronyugrás   | 375.20    | 23        | Nem jutott tovább | Nem jutott tovább | Nem jutott tovább | Nem jutott tovább |
| Cimafej Hordeicsik Vadzim Kaptur | Férfi 10 méteres szinkronugárs | 372.57    | 11 Q      |                   |                   | 378.78            | 10                |

## Úszás
Férfi
| Versenyző          | Esemény                         | Selejtező | Selejtező | Elődöntő          | Elődöntő          | Döntő             | Döntő             |
| Versenyző          | Esemény                         | Idő       | Helyezés  | Idő               | Helyezés          | Idő               | Helyezés          |
| ------------------ | ------------------------------- | --------- | --------- | ----------------- | ----------------- | ----------------- | ----------------- |
| Uladzimir Zsiharau | Férfi 800 méteres gyorsúszás    | 8:06.04   | 24        |                   |                   | Nem jutott tovább | Nem jutott tovább |
| Uladzimir Zsiharau | Férfi 1500 méteres gyorsúszás   | 15:36.23  | 22        |                   |                   | Nem jutott tovább | Nem jutott tovább |
| Pavel Szankovics   | Férfi 50 méteres hátúszás       | 25.80     | 21        | Nem jutott tovább | Nem jutott tovább | Nem jutott tovább | Nem jutott tovább |
| Pavel Szankovics   | Férfi 100 méteres pillangóúszás | 53.13     | 23        | Nem jutott tovább | Nem jutott tovább | Nem jutott tovább | Nem jutott tovább |
| Pavel Szankovics   | Férfi 200 méteres vegyesúszás   | 2:03.52   | 29        | Nem jutott tovább | Nem jutott tovább | Nem jutott tovább | Nem jutott tovább |
| Javhen Curkin      | Férfi 50 méteres pillangóúszás  | 24.09     | 21        | Nem jutott tovább | Nem jutott tovább | Nem jutott tovább | Nem jutott tovább |

Női
| Versenyző                                                                     | Esemény                        | Selejtező | Selejtező | Elődöntő          | Elődöntő          | Döntő               | Döntő               |
| Versenyző                                                                     | Esemény                        | Idő       | Helyezés  | Idő               | Helyezés          | Idő                 | Helyezés            |
| ----------------------------------------------------------------------------- | ------------------------------ | --------- | --------- | ----------------- | ----------------- | ------------------- | ------------------- |
| Aljakszandra Heraszimenya                                                     | Női 50 méteres gyorsúszás      | 24.85     | 3 Q       | 24.69             | 4 Q               | 24.65               | 5                   |
| Aljakszandra Heraszimenya                                                     | Női 100 méteres gyorsúszás     | 54.47     | 10 Q      | 54.26             | 8 Q               | 53.45               | Aranyérem           |
| Aljakszandra Heraszimenya                                                     | Női 50 méteres hátúszás        | 28.38     | 7 Q       | 27.93             | 3 Q               | 28.09               | 6                   |
| Szvjatlana Hahlova                                                            | Női 50 méteres gyorsúszás      | 25.54     | 20        | Nem jutott tovább | Nem jutott tovább | Nem jutott tovább   | Nem jutott tovább   |
| Szvjatlana Hahlova                                                            | Női 50 méteres hátúszás        | 29.29     | 28        | Nem jutott tovább | Nem jutott tovább | Nem jutott tovább   | Nem jutott tovább   |
| Szvjatlana Hahlova                                                            | Női 100 méteres hátúszás       | 1:03.99   | 41        | Nem jutott tovább | Nem jutott tovább | Nem jutott tovább   | Nem jutott tovább   |
| Szvjatlana Hahlova                                                            | Női 50 méteres pillangóúszás   | 26.98     | 19        | Nem jutott tovább | Nem jutott tovább | Nem jutott tovább   | Nem jutott tovább   |
| Aljakszandra Heraszimenya Szvjatlana Hahlova Jana Parahuszkaja Julija Hitraja | Női 4 × 100 méteres gyorsváltó | 3:43.41   | 12        |                   |                   | Nem jutottak tovább | Nem jutottak tovább |

## Szinkronúszás
Női
| Versenyző                                  | Esemény              | Selejtező | Selejtező | Döntő               | Döntő               |
| Versenyző                                  | Esemény              | Pont      | Helyezés  | Pont                | Helyezés            |
| ------------------------------------------ | -------------------- | --------- | --------- | ------------------- | ------------------- |
| Nasztaszja Mehanikava Darja Navaszelszkaja | Páros rövid program  | 79.800    | 23        | Nem jutottak tovább | Nem jutottak tovább |
| Nasztaszja Mehanikava Darja Navaszelszkaja | Páros szabad program | 79.950    | 23        | Nem jutottak tovább | Nem jutottak tovább |

Tartalék
- Iya Navaselskaya